# ヨシ属

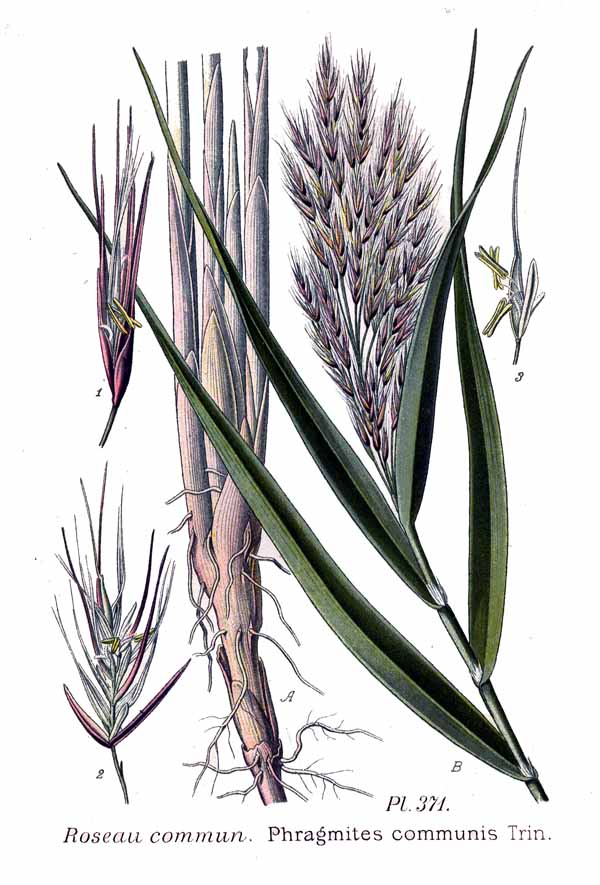
図版(ヨシ)

ヨシ属 Phragmites はイネ科の植物群の1つ。高く茎が伸び上がり、比較的幅広い葉を付けるもので、いわゆるヨシを含み、他に3種ほどがある。

## 特徴
背丈が高くなる多年生の草本。地中、あるいは地表に匍匐茎を伸ばす。葉は幅が広くて扁平になる。花序は茎の先端に生じ、大柄な円錐花序となる。

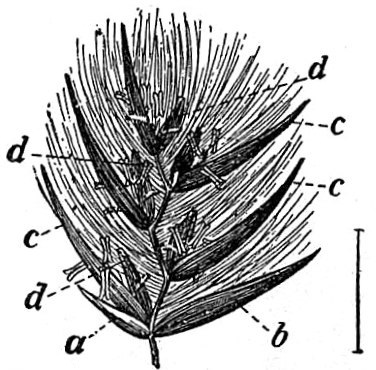
小穂の構造
図版(ヨシ)

小穂は3～7個の小花を含み、個々の小花の軸には長い絹毛を生じ、またその基部には関節がある。2つの包頴は長さに違いがあり、第1包頴は第2包頴より短く、第2包頴も小花の護頴よりは短い。護頴は幅が狭くて先端は細長く伸びて尖り、毛はない。内頴は護頴より遙かに短い。小花は基部のものほど大きく、先に向かって小さくなる。第1小花は雄性あるいは中性で結実せず、第2小花以降は両性花で稔性がある。
属名はギリシャ語の「垣根」を意味し、これはこの植物の茎を垣根の素材としたためか、あるいは溝に沿って生えて垣根状になったからかと言われる。

## 分布と種
世界に広い分布があり、熱帯域から冷温帯に渡って分布する。現在では本属の種は4種とされるが、その分布域のほぼ全体にわたってヨシが分布し、他の3種はその内側の一部を分布域としている。

## 生育環境
池や沼のほとり、河川の岸辺など水域の周辺に生育し、河口域の塩分濃度のある区域にまで広がり、匍匐茎を伸ばして大きな群落を作る。

## 分類
ヨシ属はダンチク亜科ダンチク連に分類されている。

## 下位分類
もっとも分布域が広いヨシ P. australis はその変異も幅広く、様々に細分する説があったが、現在では1つの種とされている。それを含め、現在の判断では以下の4種が本属に含まれる種である。
- Phragmites ヨシ属
  - P. australis ヨシ：汎世界的に分布、最も広く知られる種。
  - P. mauritianus ：熱帯アフリカに分布、ヨシより木質化した茎と硬い葉を持ち、小穂は小さい。
  - P. japonicus ツルヨシ：中国、日本と極東ロシアに分布、長い匍匐茎を地上に伸ばす。
  - P. karka セイタカヨシ：熱帯アジアからオセアニア、オーストラリアに分布、ヨシと P. mauritianus の中間的な形質を持つ。

ただしこれらの区別についても問題はあり、Lambertini et al.(2006)による分子系統の情報によるとセイタカヨシは単系統が認められるものの、それ以外の種については問題があるようである。ツルヨシに関しては単系統と認められるものの、ヨシの系統樹の中に収まってしまっており、これを認めるとヨシの方が側系統となってしまう。今後さらなる研究の待たれるところ、というようである。なお、4種の中ではセイタカヨシがもっとも系統樹の基盤近くから分岐したものとなっており、この種が祖先的な位置にあるとみられる。

## 人間との関係
きわめて広範囲に分布し、水際に大群落を作り、丈夫な茎を作ることなどで環境要素、素材としての利用など人間との関係はきわめて多岐にわたる。その主たるものはヨシに関わるもので、その種の記事に詳細が記載されているので、ここでは省略する。